# Dunnerklumpen
Dunnerklumpen är ett naturreservat i Strömsunds kommun i Jämtlands län.
Området är naturskyddat sedan 2016 och är 164 hektar stort. Reservatet omfattar en del av norrsluttningen av berget Dunnerklunpen. Reservatet består av granskog och mindre våtmarker.